# Herne der Jäger

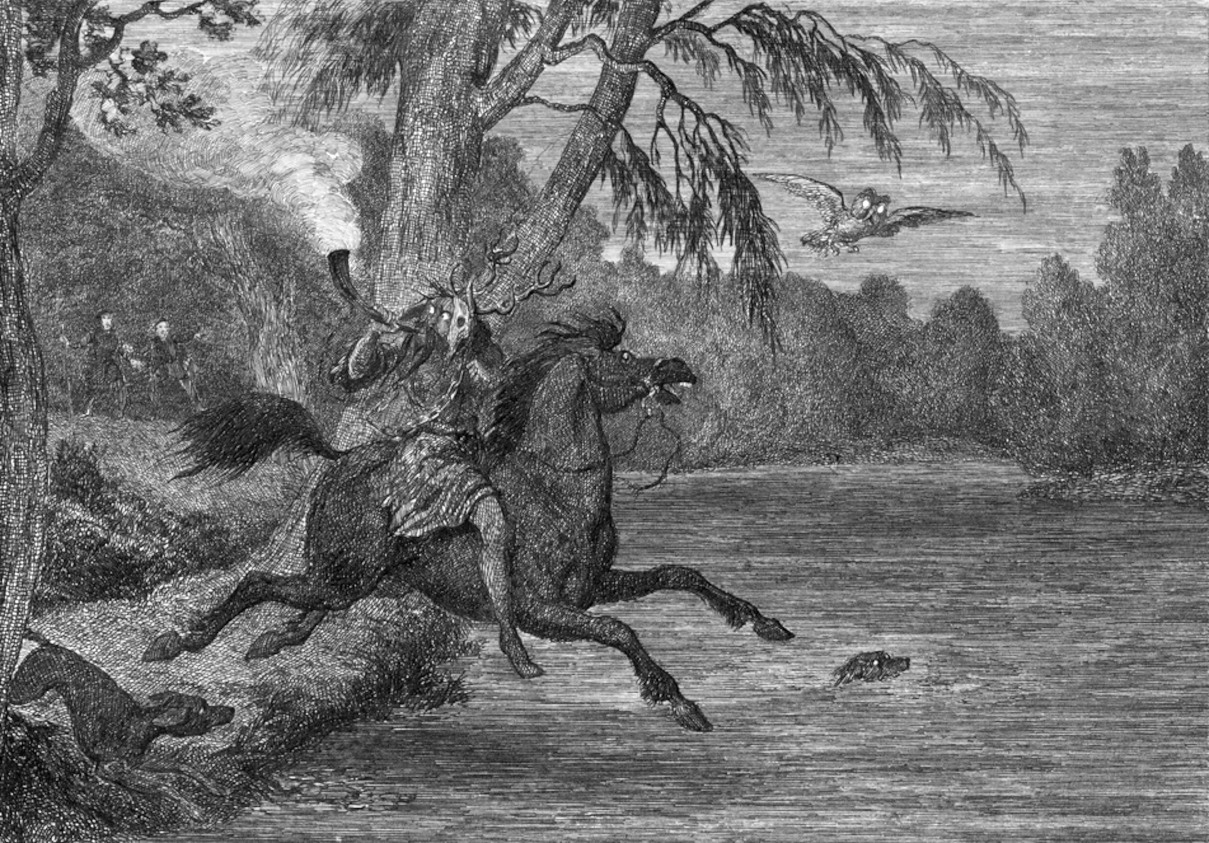
Herne the Hunter, veröffentlicht in den 1840er-Jahren

Herne der Jäger (englisch Herne The Hunter) ist eine Figur aus William Shakespeares Komödie Die lustigen Weiber von Windsor.

## Auslegungen
Herne wird als Gott der Jagd und Herr des Wildes gedeutet. Vermutungen zufolge war Herne eine Lokalgottheit der Angelsachsen im Windsor Forest, einem Wald, der sich über die heutigen Grafschaften Berkshire, Buckinghamshire und Hampshire erstreckte. Man nimmt an, Herne sei identisch mit Cernunnos, einem Gott der Briten, der auch in Südengland belegt ist. Herne gilt im Gegensatz zu Cernunnos jedoch vorrangig als Gott der Jagd.
Konträr dazu sieht man in Herne eine Erscheinungsform des germanischen Gottes Odin bei der Wilden Jagd. Im Beowulf, einem altenglischen Heldenepos, ist von einem Bauwerk namens Heorot (altenglisch heorot = „Hirsch“) die Rede.

## Gegebenheiten
Bekannt ist Herne vor allem aus Shakespeares Komödie „Die lustigen Weiber von Windsor“:
There is an old tale goes, that Herne the hunter,

Sometime a keeper here in Windsor forest,

Doth all the winter time at still midnight,

Walk around about an oak, with great ragg’d horns;

And there he blasts the tree, and takes the cattle;

And makes milch-kine yield blood, and shakes a chain

In a most hideous and dreadful manner.

You have heard of such a spirit, and well you know

The superstitious idle-headed eld

Receiv’d, and did deliver to our age,

This tale of Herne the Hunter for a truth.
In einer Untersuchung zur Herkunft Hernes stieß man auf Rychard(e) Horne, einen Yeoman, der zur Zeit Heinrich VIII. im Windsor Forest wilderte und ca. 1525 deswegen gehängt wurde. Herne selbst ist ebenfalls durch etliche Sichtungen in der Zeit von Richard II., Heinrich VII., Heinrich VIII. oder Elisabeth I. überliefert, also zwischen Ende des 14. Jahrhunderts und Ende des 16. Jahrhunderts.
Eine Verbindung zwischen Herne und Horne beruht auf den früheren Aufzeichnungen Shakespeares, die zur Komödie „Die lustigen Weiber von Windsor“ angefertigt wurden. Obgleich die Komödie im Jahre 1597 geschrieben wurde, wird die Version, die heute im Theater zu sehen ist, normalerweise einer Auflage aus dem Jahre 1623 zugeordnet. Es existiert eine frühere Ausgabe der Komödie aus dem Jahr 1602, in der nicht von „Herne“, sondern von „Horne“ die Rede ist. Folglich sehen viele in Herne den Yeoman Rychard(e) Horne. Es ist möglich, dass „Horne“ einen Fehler der Kopisten darstellt. Wahrscheinlicher ist aber, dass die Ausgabe von 1602 eine Anpassung zur überregionalen Nutzung war. Alle örtlichen Hinweise wurden geändert, einschließlich des Geists von Herne, der außerhalb des Windsor Forest unbekannt war.

## Literarische Umsetzungen
Herne findet sich auch in Robin of Sherwood (deutscher Titel: Robin Hood) wieder, einer britischen Abenteuer- und Fantasy-Fernsehserie, zu der Richard Carpenter das Drehbuch schrieb. Eine Verbindung zwischen Herne und Robin Hood ist rein fiktiv, da Herne im Sherwood Forest, dem Aufenthaltsort von Robin Hood, nicht belegt ist.